# ستانلي ويستون
ستانلي ويستون (بالإنجليزية: Stanley Weston)‏ هو مخترِع أمريكي، ولد في 1 أبريل 1933، وتوفي في 1 مايو 2017.